# 谷佑箴
谷佑箴（1903年—2002年11月25日），男，白族，湖南桑植人，中华人民共和国政治人物，曾任云南省建筑工业厅厅长，云南省政协副主席。